# Soopafly
Soopafly (eigentlich Priest Joseph Brooks) ist ein US-amerikanischer Musikproduzent und Rapper aus Long Beach, Kalifornien.

## Werdegang
Soopafly begann seine Karriere beim Label Death Row Records, spielte aber bei deren größten Erfolgen noch keine Rolle. Stattdessen waren erste Arbeiten von ihm auf den Alben der späten 1990er Jahre zu hören, wie auf Daz Dillingers Revenge, Retaliation & Get Back und Snoop Doggs Dead Man Walkin. Außerdem kreierte er die Single für Martin Lawrences Film A Thin Line Between Love & Hate, I Don't Hang. Jedoch begann er bald bekannter zu werden, indem er sich mit berühmteren Rappern der US-amerikanischen Westküste zusammenschloss, wie Xzibit, Mack 10 & Snoop Dogg. So kam es, dass er am Ende des Jahres 2000 auch Lieder auf kommerziell sehr erfolgreichen Alben wie Xzibits Restless (Fuckin' You Right & Rimz & Tirez) und Snoop Doggs Tha Last Meal (Loosin' Control) produzierte. In Folge daran veröffentlichte er 2001 und 2007 zwei Soloalben, Dat Whoopty Woop & Bangin West Coast, jeweils über Daz Dillingers Labels (D.P.G. Recordz & Gangsta Advisory).

## Diskografie

### Alben
- 2001: Dat Whoopty Woop
- 2007: Bangin West Coast
- 2011: Best Kept Secret

### Singles
- 1996: I Don't Hang
- 2009: Uz A Tricc! featuring Tha Deacon